# Lince (distrito)
O distrito de Lince é um dos quarenta e três distritos que formam a Província de Lima, pertencente a Região Lima, na zona central do Peru.
- Prefeito
  - 2019-2022: Vicente Amable Escalante.
  - 2007-2018: Fortunato Martín Príncipe Laynes

## Património cultural

### Festas, feiras e romarias

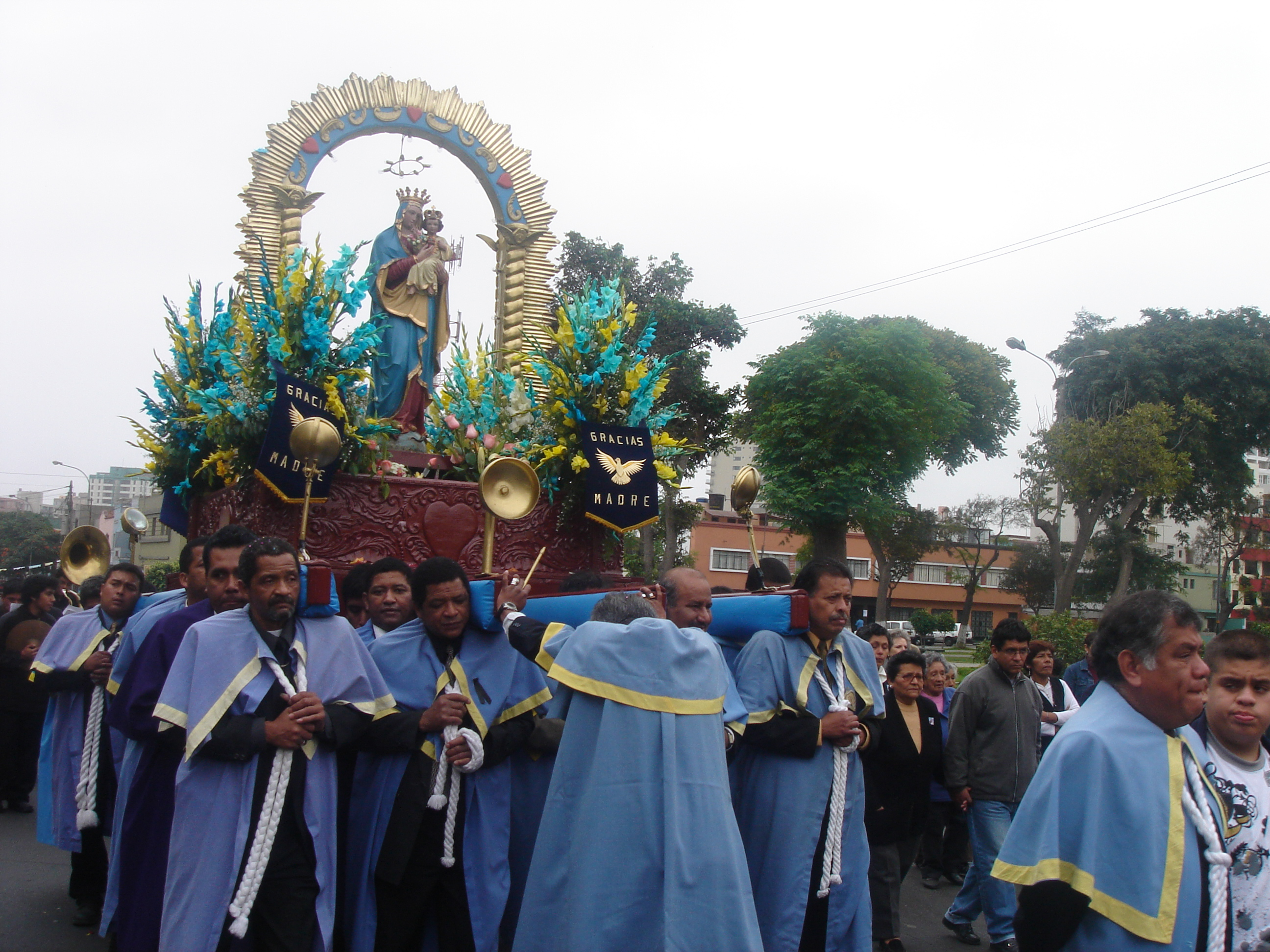
Imaculado Coração de Maria (Distrito de Lince)

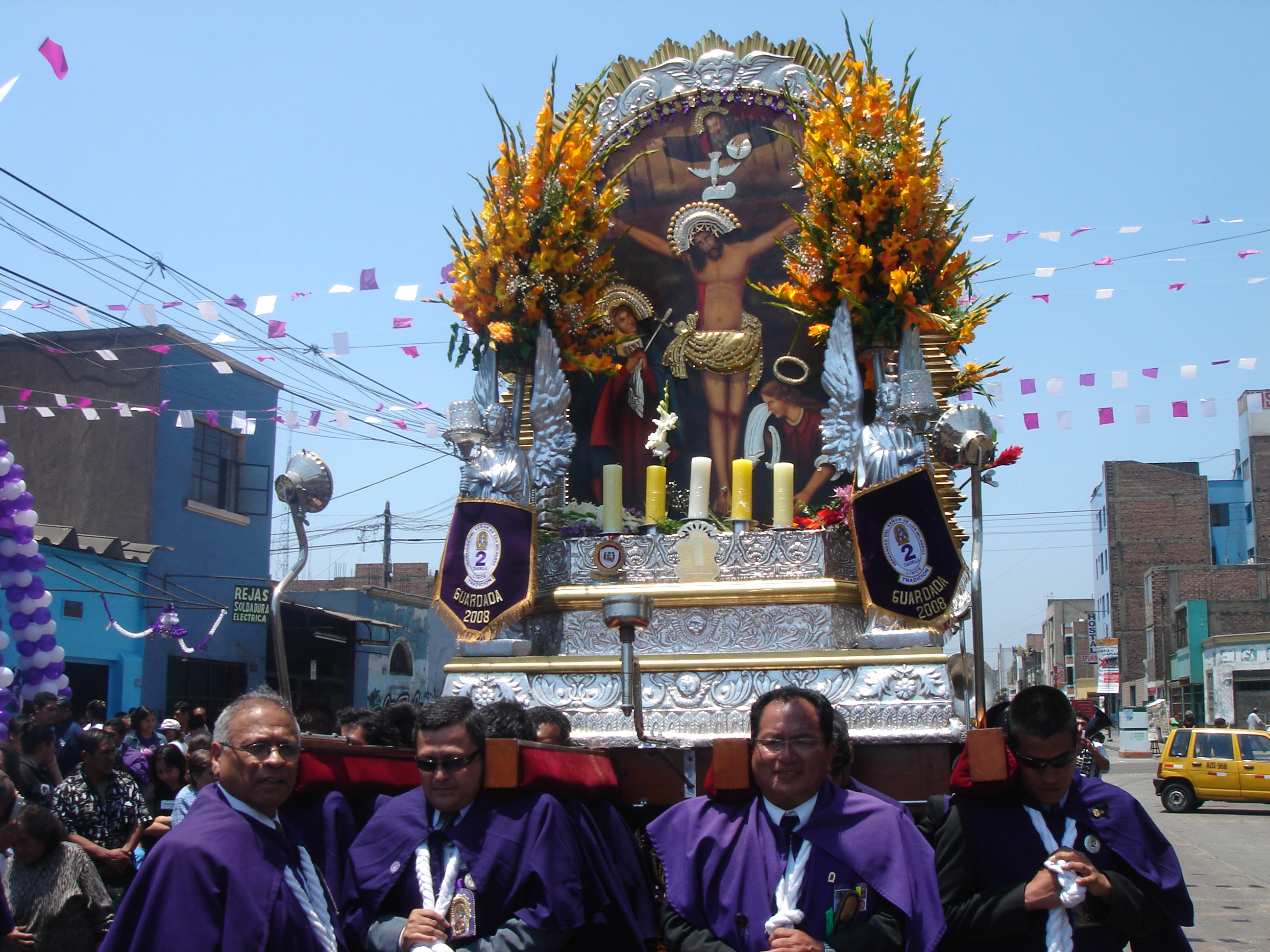
Senhor dos Milagres de Distrito de Lince (2008)

Neste distrito realizam-se diversas festas e romarias:
- Imaculado Coração de Maria
- Senhor dos Milagres (Lima)

## Transporte
O distrito de Lince não é servido pelo sistema de estradas terrestres do Peru, visto ser uma comuna urbana da Área Metropolitana de Lima